# Cristina Laslo
Cristina Laslo (n. 10 aprilie 1996, Cluj-Napoca, România) este o handbalistă din România care joacă pentru clubul CS Gloria 2018 Bistrița-Năsăud pe postul de coordonator.
În 2014, ea a fost căpitanul echipei de junioare a României care a câștigat medalia de aur la Campionatul Mondial din Macedonia. Laslo a fost votată în echipa ideală a turneului ca cel mai bun coordonator de joc al competiției. Cristina Laslo a fost desemnată din nou cel mai bun coordonator de joc la Campionatul Mondial pentru Tineret din 2016, desfășurat în Rusia, unde echipa României a obținut medalia de bronz. În 2017, handbalista s-a transferat la clubul muntenegrean ŽRK Budućnost. După două sezoane la Budućnost Podgorica, în 2019, Laslo s-a întors în România și a semnat cu Corona Brașov. În 2020, s-a transferat la CS Minaur Baia Mare, iar în 2022 s-a transferat la CS Gloria 2018 Bistrița-Năsăud.

## Palmares
- Campionatul Mondial pentru Junioare:
  -  Medalie de aur: 2014

- Campionatul Mondial pentru Tineret:
  -  Medalie de bronz: 2016

- Liga Campionilor:
  - Sfertfinalistă: 2018, 2019
  - Grupe: 2013

- Cupa Cupelor:
  - Turul 3: 2015

- Liga Europeană:
  -  Medalie de argint (Turneu Final Four): 2024
  -  Medalie de bronz (Turneu Final Four): 2021
  - Locul 4 (Turneu Final Four): 2022

- Cupa EHF:
  - Sfertfinalistă: 2014

- Liga Națională:
  -  Medalie de argint: 2021
  -  Medalie de bronz: 2013, 2023, 2024

- Cupa României:
  -  Medalie de bronz: 2024
  - Semifinalistă: 2023

- Supercupa României:
  -  Finalistă: 2013

## Premii individuale
- Coordonatorul de joc al All-Star team la Campionatul Mondial pentru Junioare: 2014[3]
- Coordonatorul de joc al All-Star team la Campionatul Mondial pentru Tineret: 2016[6]
- Cea mai bună jucătoare română din Liga Națională: 2021[16]

## Statistică goluri și pase de gol
Conform Federației Române de Handbal, Federației Europene de Handbal și Federației Internaționale de Handbal:
| Sezon                          | Echipă | Goluri |
| ------------------------------ | ------ | ------ |
|                                |        |        |
| 2012-13                        |        |        |
| „U” Jolidon Cluj               | -      |        |
|                                |        |        |
| 2013-14                        |        |        |
| „U” Jolidon Cluj               | 29     |        |
|                                |        |        |
| 2014-15                        |        |        |
| „U” Alexandrion Cluj           | 48     |        |
|                                |        |        |
| 2015-16                        |        |        |
| „U” Alexandrion Cluj           | 127    |        |
|                                |        |        |
| 2016-17                        |        |        |
| „U” Cluj                       | 113    |        |
|                                |        |        |
| 2019-20                        |        |        |
| Corona Brașov                  | 49✳    |        |
|                                |        |        |
| 2020-21                        |        |        |
| CS Minaur Baia Mare            | 112    |        |
|                                |        |        |
| 2021-22                        |        |        |
| CS Minaur Baia Mare            | 121    |        |
|                                |        |        |
| 2022-23                        |        |        |
| CS Gloria 2018 Bistrița-Năsăud | 95     |        |
|                                |        |        |
| 2023-24                        |        |        |
| CS Gloria 2018 Bistrița-Năsăud | 128    |        |

| Sezon                          | Echipă | Goluri |
| ------------------------------ | ------ | ------ |
|                                |        |        |
| 2012-13                        |        |        |
| „U” Jolidon Cluj               |        |        |
|                                |        |        |
| 2013-14                        |        |        |
| „U” Jolidon Cluj               |        |        |
|                                |        |        |
| 2014-15                        |        |        |
| „U” Alexandrion Cluj           | 5      |        |
|                                |        |        |
| 2015-16                        |        |        |
| „U” Alexandrion Cluj           | 2      |        |
|                                |        |        |
| 2016-17                        |        |        |
| „U” Cluj                       | 4      |        |
|                                |        |        |
| 2020-21                        |        |        |
| CS Minaur Baia Mare            | 10     |        |
|                                |        |        |
| 2021-22                        |        |        |
| CS Minaur Baia Mare            | 11     |        |
|                                |        |        |
| 2022-23                        |        |        |
| CS Gloria 2018 Bistrița-Năsăud | 17     |        |
|                                |        |        |
| 2023-24                        |        |        |
| CS Gloria 2018 Bistrița-Năsăud | 28     |        |

| Sezon            | Echipă | Goluri |
| ---------------- | ------ | ------ |
|                  |        |        |
| 2012-13          |        |        |
| „U” Jolidon Cluj | -      |        |

| Ediția           | Echipă | Goluri | Pase de gol |
| ---------------- | ------ | ------ | ----------- |
|                  |        |        |             |
| Polonia 2013     |        |        |             |
| România junioare | 56     | 19     |             |

| Ediția           | Echipă | Goluri | Pase de gol |
| ---------------- | ------ | ------ | ----------- |
|                  |        |        |             |
| Macedonia 2014   |        |        |             |
| România junioare | 45     | 18     |             |

| Ediția          | Echipă | Goluri | Pase de gol |
| --------------- | ------ | ------ | ----------- |
|                 |        |        |             |
| Spania 2015     |        |        |             |
| România tineret | 13     | 32     |             |

| Ediția          | Echipă | Goluri | Pase de gol |
| --------------- | ------ | ------ | ----------- |
|                 |        |        |             |
| Rusia 2016      |        |        |             |
| România tineret | 61     | 31     |             |

| Ediția         | Echipă | Goluri | Pase de gol |
| -------------- | ------ | ------ | ----------- |
|                |        |        |             |
| Suedia 2016    |        |        |             |
| România        | 6      | 5      |             |
|                |        |        |             |
| Franța 2018    |        |        |             |
| România        | 11     | 5      |             |
|                |        |        |             |
| Danemarca 2020 |        |        |             |
| România        | 22     | 13     |             |

| Ediția                             | Echipă | Goluri | Pase de gol |
| ---------------------------------- | ------ | ------ | ----------- |
|                                    |        |        |             |
| Germania 2017                      |        |        |             |
| România                            | 3      | 6      |             |
|                                    |        |        |             |
| Spania 2021                        |        |        |             |
| România                            | 34     | 34     |             |
|                                    |        |        |             |
| Danemarca, Norvegia și Suedia 2023 |        |        |             |
| România                            | 16     | 24     |             |

| Sezon            | Echipă | Goluri |
| ---------------- | ------ | ------ |
|                  |        |        |
| 2012-13          |        |        |
| „U” Jolidon Cluj | -      |        |
|                  |        |        |
| 2017-18          |        |        |
| ŽRK Budućnost    | 27     |        |
|                  |        |        |
| 2018-19          |        |        |
| ŽRK Budućnost    | 33     |        |

| Sezon                | Echipă | Goluri |
| -------------------- | ------ | ------ |
|                      |        |        |
| 2014-15              |        |        |
| „U” Alexandrion Cluj | 2      |        |

| Sezon                          | Echipă | Goluri |
| ------------------------------ | ------ | ------ |
|                                |        |        |
| 2020-21                        |        |        |
| CS Minaur Baia Mare            | 29     |        |
|                                |        |        |
| 2021-22                        |        |        |
| CS Minaur Baia Mare            | 48     |        |
|                                |        |        |
| 2023-24                        |        |        |
| CS Gloria 2018 Bistrița-Năsăud | 56     |        |

| Sezon            | Echipă | Goluri |
| ---------------- | ------ | ------ |
|                  |        |        |
| 2013-14          |        |        |
| „U” Jolidon Cluj | 16     |        |

✳ Corona Brașov a fost retrogradată din campionat după etapa a XI-a din sezonul 2019-2020, iar rezultatele din meciurile susținute de Corona Brașov au fost anulate. 